# Douanetoezicht
Het systeem van douanetoezicht bestaat uit de activiteiten die door de douane in het algemeen worden ontplooid teneinde te zorgen voor de naleving van de douanewetgeving en, in voorkomend geval, van de andere bepalingen die op goederen onder douanetoezicht van toepassing zijn.

## Doelen van douanetoezicht
Het systeem van douanetoezicht heeft de volgende doelen:
- Het waarborgen van de heffing en inning van eventueel verschuldigde douanerechten.
- Het nakomen van de regelingen vastgelegd in de douanewetgeving.
- Het toepassing van verboden of beperkingen ter bescherming van de openbare zedelijkheid, de openbare orde, de gezondheid en het leven van personen, dieren of planten, het nationaal artistiek historisch of archeologisch bezit of uit hoofde van bescherming van de industriële en commerciële eigendom.

Alle goederenbewegingen over de grenzen van het douanegebied en over de grenzen van de EVA-landen staan onder douanetoezicht. Bovendien staat ook het verkeer van goederen waarop verbruiksbelasting geheven wordt onder douanetoezicht en de in-, door- en uitvoer van betaalmiddelen als deze het douanegebied passeren.

## Begin van douanetoezicht
Op het moment dat goederen de EU-grens passeren zijn zij automatisch aan douanetoezicht onderworpen ongeacht de douanestatus van de goederen. Er moet mededeling worden gedaan aan de douane van de goederen, het aanbrengen van de goederen. Degene die de goederen binnenbrengt heeft de verplichting deze zo snel mogelijk via een bepaalde route naar een douanekantoor te brengen. 
Communautaire goederen die bestemd zijn voor uitvoer, passieve veredeling of douanevervoer staan vanaf het moment van aangifte onder douanetoezicht.

## Einde van douanetoezicht
Goederen onder douanetoezicht blijven onder douanetoezicht tot hun douanestatus is bepaald, dat wil zegen, totdat vastgesteld is of de goederen communautaire of niet-communautaire status hebben. 
Indien de goederen communautaire status hebben eindigt het douanetoezicht.
Bij communautaire goederen die bestemd zijn voor uitvoer, passieve veredeling of douanevervoer eindigt de douanetoezicht zodra de goederen het douanegebied van de EU hebben verlaten, zijn vernietigd of tot op het ogenblik waarop de douaneaangifte ongeldig wordt verklaard. 
De douanetoezicht van niet-communautaire goederen eindigt zodra de goederen vernietigd, wederuitgevoerd, in een vrije zone of vrij entrepot geplaatst, aan de schatkist afgestaan, indien de nationale wetgeving deze mogelijkheid voorziet, of in het vrije verkeer gebracht worden.

## Maatregelen

### Bevoegdheden van de douane
Om de uitvoering van de douanetoezicht mogelijk te maken mogen de douaneautoriteiten het verrichten van specifieke handelingen, zoals de verificatie van goederen, en op de aanwezigheid en de echtheid van documenten controleren. De douane mag onderzoek doen van de boekhouding van ondernemingen en onderzoek van andere bescheiden. Vervoermiddelen en bagage en andere goederen die personen bij of op zich dragen mogen gecontroleerd worden.
Administratief onderzoek en andere soortgelijke handelingen mogen verricht worden, en een en ander om te zorgen voor de naleving van de douanewetgeving en, in voorkomend geval, van de andere bepalingen die op goederen onder douanetoezicht van toepassing zijn. 
Om de identiteit van goederen vast te stellen, heeft de douane bijvoorbeeld het recht monsters van deze goederen te nemen. Bovendien overleggen postbedrijven zendingen aan de douane als er verdacht bestaat dat deze in overtreding zijn van de douanewetgeving. De zendingen worden door de douane geopend en gecontroleerd.

### Plichten
Om de douanetoezicht te waarborgen zijn alle betrokkene partijen verplicht om
- goederen die het douanegebied van de EU binnenkomen, onmiddellijk door de persoon die deze binnenbrengt, langs de door de douaneautoriteiten aangegeven weg en op de door deze autoriteiten vastgestelde wijze naar het door de douaneautoriteiten aangewezen douanekantoor of naar enige andere, door deze autoriteiten aangewezen of goedgekeurde plaats, bijvoorbeeld een vrije zone, te brengen.
- de goederen bij de douane aan te brengen.
- voor de goederen een summiere aangifte te doen.
- de goederen in tijdelijke opslag te nemen.